# Ryga (przyrząd)
Ryga, inaczej liniuszek – pomoc szkolna w postaci arkusza sztywnego papieru formatu A4 lub A5, obecnie rzadko używana.
Ryga zadrukowana jest z jednej strony liniami oddalonymi od siebie o 1 cm, a z drugiej kratką o odstępie pomiędzy liniami 5 mm. Przyrząd stosuje się w przypadku pisania w zeszytach zawierających strony niezadrukowane ani liniami, ani kratką (tzw. czystych, gładkich), podkładając go pod czystą kartkę, aby można było na niej pisać równo.